# Josephine von Belgien

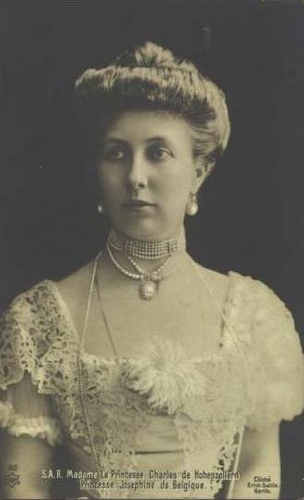
Joséphine von Belgien, Prinzessin von Hohenzollern

Joséphine Caroline Marie Albertine von Belgien (* 18. Oktober 1872 in Brüssel; † 6. Januar 1958 in Namur) war eine Prinzessin von Belgien und durch Heirat Prinzessin von Hohenzollern.

## Leben
Joséphine war eine Tochter des Prinzen Philipp von Belgien, Graf von Flandern (1837–1905) aus dessen Ehe mit Marie Luise (1845–1912), Tochter des Fürsten Karl Anton von Hohenzollern-Sigmaringen. Ihr jüngerer Bruder Albert wurde 1909 König der Belgier.
Sie heiratete am 28. Mai 1894 in Brüssel ihren Cousin mütterlicherseits, Prinz Karl Anton von Hohenzollern (1868–1919), einen Sohn des Fürsten Leopold von Hohenzollern und jüngeren Bruder des rumänischen Königs Ferdinand I. Die Ehe gestaltete sich glücklich. Gemeinsam mit ihrem Ehemann erwarb Joséphine Burg Namedy als Wohnsitz, dessen Spiegelsaal sie im Ersten Weltkrieg zu einem Lazarett umfunktionierte. Nach dem Krieg entfielen die Bezeichnungen Prinzessin von Sachsen-Coburg und Gotha, Herzogin zu Sachsen aus ihrem Namen.
Am 6. August 1935, 16 Jahre nach dem Tod ihres Mannes, trat Prinzessin Joséphine in ein Benediktinerinnen-Kloster im belgischen Namur ein, wo sie im Alter von 85 Jahren starb. Dort ist sie im Couvent des Soeurs de Notre-Dame bestattet.

## Nachkommen
Aus ihrer Ehe hatte Joséphine folgende Kinder:
- Stephanie (1895–1975)

⚭ 1920 (gesch. 1943) Fürst Joseph-Ernst Fugger von Glött (1895–1981)
- Marie Antoinette (1896–1965)

⚭ 1924 Freiherr Egon Eyrl von und zu Waldgries und Liebenaich (1892–1981)
- Albrecht (1898–1977)

⚭ 1921 Ilse Margot von Friedeburg (1901–1988)
- Henriette (*/† 1907)